# Í
Í, í – litera alfabetu łacińskiego, modyfikacja litery i, polegająca na dodaniu do niej akcentu ostrego (akutu). Zwykle oznacza długą samogłoskę i ([iː]) lub też samogłoskę i ([i]) w sylabie akcentowanej, ale może mieć też inne wartości fonetyczne.
- W języku czeskim i słowackim litery Í / í oznaczają [iː], od polskiego i różniące się tylko tym, że jest wymawiane dłużej (w obu tych językach do dziś występuje tzw. iloczas, czyli opozycja samogłosek krótkich i długich). W czeskim i w słowackim zanikła wcześniejsza różnica między Í / í z jednej strony a Ý / ý z drugiej i są one obecnie wymawiane jednakowo[1][2] (litery te, podobnie jak y oraz i, rozróżniane są ze względów etymologiczno-historycznych).
- Litery Í / í występują również w języku węgierskim, gdzie także oznaczają długie [iː][3].
- W języku hiszpańskim głoska zapisywana literą í nie różni się w wymowie od i ([i]), a oznacza jedynie, że sylaba, w której występuje, jest akcentowana. Akcent jest też zapisywany dla odróżnienia znaczeń tak samo zapisywanych wyrazów, np. si – jeśli, sí – tak[4].
- W języku islandzkim Í / í (tak samo jak Ý / ý) czyta się jako [i][5].
- W języku farerskim literę tę czyta się jako [ʊi] (tak samo czyta się też ý)[6].